# Contea di Beaver (Utah)
La contea di Beaver, in inglese Beaver County, è una contea dello Stato dello Utah, negli Stati Uniti. Aveva una popolazione di 7 072 abitanti nel 2020. Il capoluogo è Beaver.

## Geografia fisica
La contea di Beaver è posta nella parte sud-occidentale dello Stato dello Utah e ha una superficie di 6708 km². Il confine est è costituito dalle montagne Tushar e le cime di Delano Peak e Mount Belknap sono tra le più alte dello Stato. Il resto della contea è costituita da ampie vallate desertiche.

### Contee confinanti
- Contea di Millard - nord
- Contea di Sevier - nord-est
- Contea di Piute - est
- Contea di Garfied - sud-est
- Contea di Iron - sud
- Contea di Lincoln (Nevada) - ovest

## Storia
Il territorio della contea fu attraversato nel 1776 dalla spedizione di Dominguez ed Escalante. La contea fu creata nel 1856, anno in cui pionieri mormoni fondarono la città di Beaver.
La contea deve il proprio nome ai numerosi castori (in inglese, beaver) che popolavano la regione e al fiume Beaver.

## Comuni

### Cities
- Beaver
- Milford

### Town
- Minersville